# Reprezentacja Monako w piłce siatkowej mężczyzn
Reprezentacja Monako w piłce siatkowej mężczyzn to narodowa reprezentacja tego kraju, reprezentująca go na arenie międzynarodowej. Na razie nie wystąpiła na Mistrzostwach Świata.

## Rozgrywki międzynarodowe
Mistrzostwa Europy Małych Państw:
- 2000 - 2011 - nie brała udziału
- 2013 -  5. miejsce
- 2015 - 2019 - nie brała udziału

Igrzyska małych państw Europy:
- 1987 - nie brała udziału
- 1989 - nie brała udziału
- 1991 -  3. miejsce
- 1993 -  2. miejsce
- 1995 - 2005 - nie brała udziału
- 2007 - 6. miejsce
- 2009 - nie brała udziału
- 2011 - nie brała udziału
- 2013 -  3. miejsce
- 2015 - 4. miejsce
- 2017 - 4. miejsce
- 2019 - 5. miejsce